# Jana Kristina Studničková
Jana Kristina Studničková, rodným jménem Jana Studničková (* 28. února 1977 Brno), je česká filmová a televizní režisérka, herečka a střihačka.

## Život

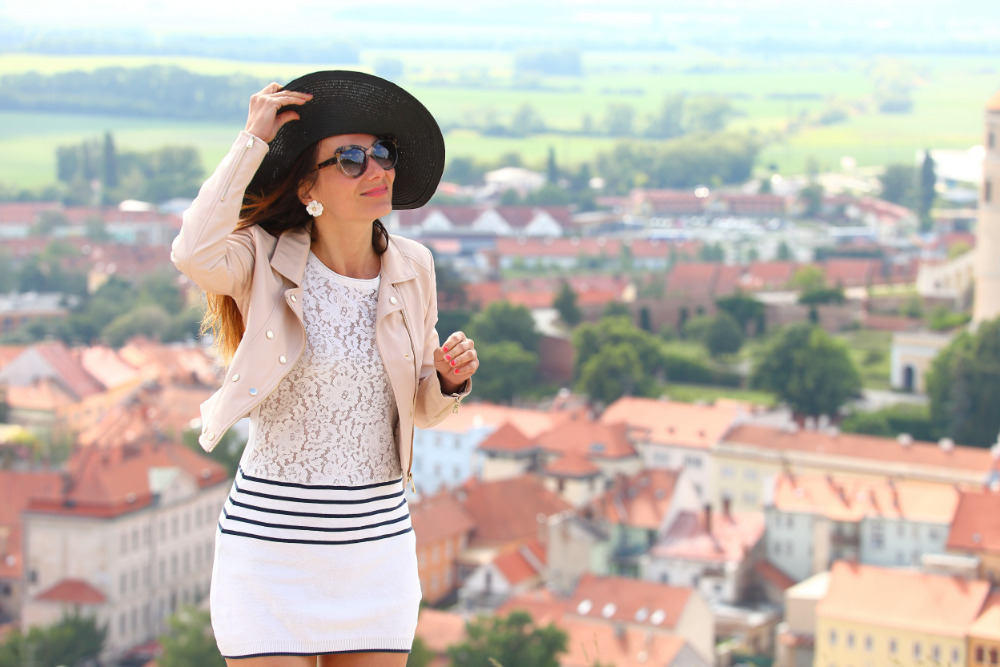

Po babičce je Italka z Padovy (Benátsko). Po dědečkovi pochází z ukrajinského rodu Tarkovských (z nějž pochází i známý režisér Andrej Tarkovský). Prapradědeček Alois Studnička učil malíře Františka Kupku. Jeho bratr – František Josef Studnička – matematik se stal prvním děkanem české filozofické fakulty University Karlovy. Její otec RNDr. Ivan Studnička, CSc., byl známý matematik a byl své dceři historickým poradcem a filosofickou a uměleckou inspirací.
Jana K. Studničková absolvovala Střední průmyslovou školu slévárenskou v Brně. Navštěvovala Hereckou školu ve Zlíně a po roce přestoupila na HAMU (Hudební a taneční fakulta Akademie múzických umění) – obor nonverbální a komediální divadlo a po bakalářském stupni přešla na DAMU – obor herectví, autorská tvorba a pedagogika (diplomová práce – Labyrintem slavností), kde studovala mimo jiné u Ivana Vyskočila. V letech 2007–2008 studovala na stáži v Miláně, v Itálii: Accademie di Belle Arti di Brera (malba, sochařství, studium o italských slavnostech a jejich scénografie).

## Divadelní a další profese

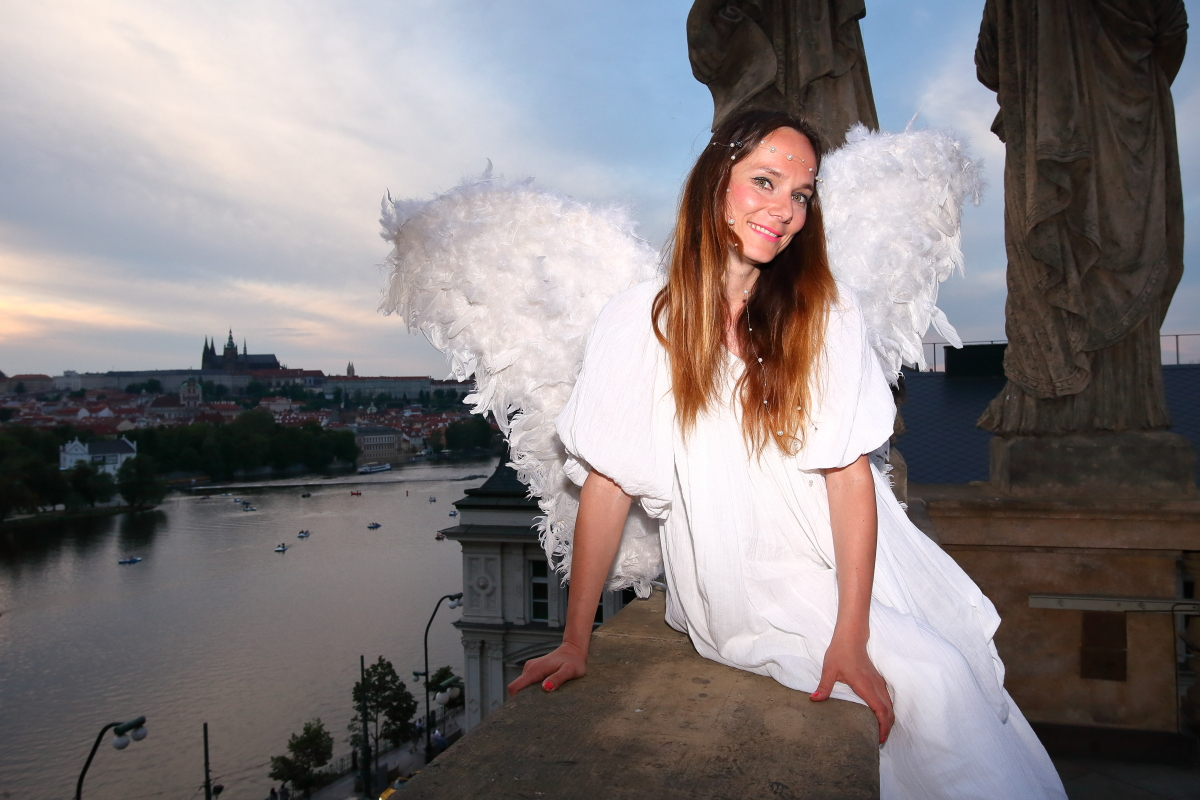

Herectví, tanec, balet, choreografie, divadelní režie, pedagog, produkce – překlady (italština, španělština);
Taneční a herecké techniky: pantomima, step, společenský tanec, afro, akrobacie, balet, kontaktní improvizace, moderní tanec, zpěv.

### Filmové profese
Režie, scénář, dramaturgie, výtvarná koncepce, pomocná režie, střih, barevné korekce, zvuk, hudební režie, výtvarnice kostýmů, umělecká maskérka, fotografie, grafika, herectví;
Na seslání Ducha Svatého (30. května 2004) byla pokřtěna a biřmována v kostele Nejsvětějšího Salvátora jako Jana Kristina Palmira Maria Studničková. V letech 2010 až 2011 vyučovala na Universitě J. A. Komenského na katedře sociální a mediální komunikace v oboru audiovizuální komunikace a tvorba předmět Dramaturgická propedeutika (dramaturgie a dramatická tvorba, filmová a televizní tvorba).

## Dílo

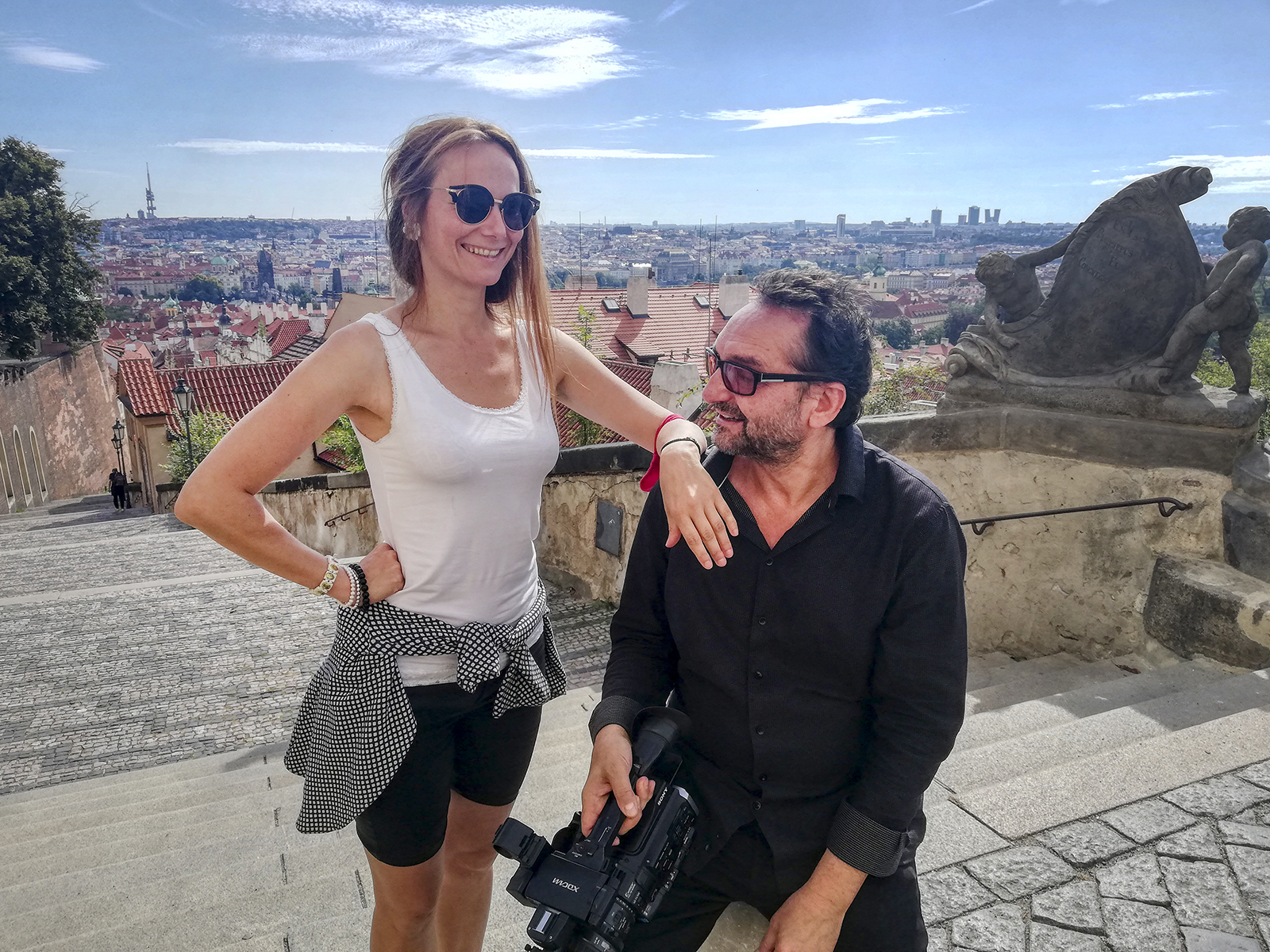

Jako filmařka natočila přes 400 děl se svým životním partnerem Otakárem M. Schmidtem.

### Film

#### hraný
- Alenka v zemi zázraků,[1] Jana Kristina Studničková, Otakáro Maria Schmidt a JesuPrague film, 90min., premiéra v kině Lucerna 8. února 2018[2] Byla nominována na cenu Asociace českých kameramanů za nejlepší kameramanské filmové dílo roku 2018.
- Lucie a Mikuláš z kouzelné čtvrti, Otakáro Maria Schmidt, Jana Kristina Studničková a JesuPrague film, 90min, plánovaná premiéra 2025.
- Tajemný příběh ze staré Prahy – celovečerní hraný film v přípravách.

#### Hrané dokumentární filmy
- Nejsme andělé, jen děláme jejich práci (tajemství a moc řádu jezuitů), 2006;[3]
- Nejznámější Čech Jan Nepomucký (světec s pěti hvězdami), 2007;[4]
- Dej mi duši a ostatní si ponech (film o salesiánech), 2008;
- Svatý Vojtěch – první český Evropan (film o českém, polském a maďarském patronovi), 2009;
- Blázen z La Verny (film o sv. Františkovi, sv. Kláře a františkánské rodině), 2010;
- Pražské Jezulátko (po stopách českého Ježíška), 2011;
- Cyril a Metoděj (Dědictví otců a matek zachovej nám, Pane!), 2012;
- Misie (Až na kraj světa s jezuity), 2013;
- Dominikáni (Svatý Dominik a Řád bratří kazatelů), 2014;
- University – tajemství evropského zázraku, 2015;
- Mendel – otec genetiky, 2016;
- Relikvie tajemství svatých, 2017;
- Svatý Václav a ochrana země české, 2018;
- Mikuláš – svatý mistr v obdarování, 2021;
- Maria – Matka Ježíšova, 2022;
- Marie Magdaléna – apoštolka apoštolů, 2023;

#### výběr z půlhodinových filmových dokumentů
- Mistr Eckhart (dokument o tajemném mystikovi středověku), 2010;
- Krajinou ticha (těla, duše a Ducha), 2009;[5]
- Cokoliv jste učinili jednomu z těchto mých nepatrných bratří, mě jste učinili (Farní charita Starý Knín), 2008;
- Ona tančí s Olomoucí (o univerzitě, která má duši – portrét Univerzity Palackého v Olomouci), 2008;

#### televizní cykly
- Adolf Born (životopisný dokument), ČT 2016;
- Naďa Urbánková (v cyklu Neobyčejné životy), ČT 2011;
- Luba Skořepová (v cyklu Neobyčejné životy), ČT 2010;
- Můj dům, můj Braník (portrét k 50tinám architekta a divadelníka Davida Vávry), ČT 2006;
- Můj dům, můj … (netradičně žijící lidé); 2004;
- Olšany Open 2000 (Kraj, kde krávy mění v koně); 2000;
- Neděle na téma (Realita kouzel aneb kouzelná realita, Obchodníci s kouzly); 2002;

- Cesty víry:
  - Kristina z Bolseny – svatá mučednice, 2025;
  - Palladium města Brna, 2023;
  - Svatá Lucie-sicilská mučednice, 2022;
  - Česká duše v Řecku, 2021;
  - Čeští poutníci v Římě – Bazilika svaté Praxedy a okolí, 2020;
  - Kardinál Špidlík – z celého srdce (k výročí 100 let narození), 2019;
  - Orosia – neznámá česká světice, 2019;
  - Zdeněk Pololáník – Poselství naděje a jasu (portrét hudebního skladatele), 2018;
  - Evangelizace v médiích (o madridské filmové společnosti Goya Producciones), 2018;
  - Gregoriana – papežská univerzita, 2017;
  - Slovanské srdce Evropy (duchovní odkazy kardinála Špidlíka), 2015;
  - Bělorusko (most mezi Západem a Východem), 2015;
  - Corpus Domini (pouť kněze Petra z Prahy do Orvieta), 2014;
  - Nepomucenum (Česká papežská kolej), 2014;
  - Římský Velehrad (45 let českého poutního domu), 2013;
  - Ora et labora v severních Čechách, 2007;

TV Prima ZOOM
- Utajené příběhy českých dějin (hrané dokumenty s využitím archivů), 25 min., 40 dílů, 2018–2023;
  - Psychotronika za železnou oponou (Husákovi kouzelníci)
  - Exorcismus svatého Prokopa
  - K čemu potřebovalo gestapo českého mága?
  - Tajemný Smolíček (léčivé poselství tradičních pohádek)
  - Tajné a tajemné okolnosti atentátu na Heydricha
  - Objevili Cyril s Metodějem svatý grál?
  - Nevyřešené kauzy padesátých let
  - Mnichov před Mnichovem
  - Czajankova kasárna – první výstřely osvobození
  - Tajemná úmrtí rodu Habsburského
  - Jan Kefer – magií proti Hitlerovi
  - Kdo vyvraždil Slavníkovce
  - Prokletí štěchovického pokladu
  - Byl praotec Čech historickou postavou?
  - Osudová Emma – umělkyně ve stínu Maffie a okultismu
  - Martine Šmíde, nikdy nezapomeneme!
  - Svatý Václav – nezpochybnitelný patron českého národa
  - Příběh o Bruncvíkovi – ohlas artušovských legend v Čechách
  - Nebeský Jeruzalém Karla IV.
  - Mystické pozadí husitské revoluce
  - Tajemství pražského poledníku – mystika mariánského sloupu
  - Král Ječmínek a bitva pod Hostýnem (významné místo mariánské úcty, slovanské Rukopisy královedvorský a ** zelenohorský a jejich odpůrce T.G.Masaryk)
  - Krvavý Radouš – příběh českého Modrovouse (středověké i novodobé čarodějnictví a únosy dětí – norský Barnevernet atd.)
  - Kouzlo a děs mikulášského večera (historický svatý Mikuláš kontra americký ideologický Kokakoláš)
  - Lužice – ztracené dědictví Koruny české
  - Rukopisná trilogie – vzkříšení národa pod kontrolou tajné policie
  - Rukopisná trilogie – slovanská poezie obětí politiky a chemických látek
  - Rukopisná trilogie – možný autor odhalen
  - Pan Živnobanka – Jaroslav Preiss, bankéř ve službách národa
  - Bloudění v labyrintu Jana Amose
  - Kronikář Hájek – svědek případu krvavé bestie
  - Duše Čech – Srdce Evropy
  - Magie a Mefistofelův stín v Praze
  - Hvězdné války a astrologova smrt
  - Alchymie nástrojem špionáže
  - Šokující pozadí Voynichova rukopisu
  - Voynichův rukopis – tichý svědek revoluce
  - Zlato národa ukradeno
  - Vražedné stigma krále Jiříka
  - Bosé stopy značky Baťa

Televize NOE
- Léta letí k andělům – portréty duchovních osobností, 20min., 78 dílů, 2006–2017;
- Bet-Lechem – portréty „cizinců“ o jejich vnitřním domově, 20min., 46 dílů, 2009–2017;
- Cesta k Andělům – talkshow, 50min., 109 dílů (režie a moderování), 2009–2016;
- Náš dům v kosmu (ekologie a bioetika), 20min., 42 dílů (i na DVD), 2011;

Pomocná režisérka
- Herbert v ringu (ČT 2009), režie Otakáro M. Schmidt
- Bludička (ČT 2010), režie Irena Pavlásková (3 díly)
- Lehká jako dech (ČT 2012), režie Vít Olmer

### Divadlo
- Divadlo Husa na Provázku (1991–1997), Zlínské divadlo, Národní divadlo v Praze,
- Divadlo na Vinohradech, Divadlo Glans – Pohádky pro děti;
- ACT – Černé divadlo – představení v Praze, ve Španělsku a Latinské Americe;
- Autorská představení (scénář, režie, herectví, dekorace, choreografie):
- Grotesky na boso – Divadlo Inspirace, Alfred ve dvoře, Špiritus – Divadlo Inspirace, Půjdeme do divadla – divadlo U Kaštanu;

### Knihy
- Alenka v zemi zázraků – Jana Kristina Studničková (spolupráce Otakáro Maria Schmidt); Nakladatelství Flétna, Martin Leschinger 2018);
- Předloha – Diplomová práce: Labyrint slavnosti, aneb Moje snění o mostech, které nás spojují. DAMU – Praha 2006;

### DVD
edice České televize – Dokument
- Nejsme andělé, jen děláme jejich práci – tajemství a moc řádu jezuitů (2006)
- Nejznámější Čech – Jan Nepomucký (2007)
- Krajinou ticha (2009)
- Svatý Vojtěch – první český Evropan (2009)[6]
- Mistr Eckhart (2010)[7]
- Blázen z La Verny – František z Assisi (2010)[6]
- Pražské Jezulátko (po stopách českého Ježíška), 2011[8]
- Cyril a Metoděj (Dědictví otců a matek zachovej nám, Pane!), 2012[9]
- Misie (Až na kraj světa s jezuity), 2013[10]
- Dominikáni (Svatý Dominik a Řád bratří kazatelů), 2014[10]

série Historia – Goya Producciones
- Niňo Jesús de Praga, 2015;
- Los Jesuitas (Mitos y Realidades), 2016;
- San Francisco – El Loco De Cristo, 2016;
- Dominicos – Santo Domingo la Orden de los Predicatores, 2016;
- Cyrilo y Metodio – Patronos de Europa, 2017;
- Mendel – El Padre de la Genética, 2018;
- San Nikolás – Maestro de la Caridad, 2023;

## Ocenění
Filmařská autorská dvojice Jana Kristina Studničková a Otakáro Maria Schmidt jsou členy Unie českých spisovatelů.
- filmový festival AFO – Academia Film Olomouc 2007 (nejstarší festival dokumentárních filmů) udělil hranému dokumentárnímu filmu – Nejsme andělé, jen děláme jejich práci (tajemství a moc jezuitů) – Cenu studentské poroty za nejlepší český populárně-vědecký dokumentární film, 2007;
- na základě filmu Nejznámější Čech-Jan Nepomucký byla zrestaurována socha Jana Nepomuckého v italských Benátkách a posvěcená kardinálem Miloslavem Vlkem a byly obnoveny svatojánské vodní slavnosti v Praze – Navalis, 2009; Tato iniciativa vznikla na základě dlouholetého úsilí Jany K.Studničkové přenést benátské slavnosti do Prahy, o nichž napsala diplomovou práci a získala dvouletou stáž od ministerstva kultury na: Accademie di Belle Arti di Brera v Itálii v Miláně.
- institucí dokumentárních filmů IDF byl film Pražské Jezulátko vybrán pro East Silver Market – největší středoevropský a východoevropský trh s dokumentárními filmy;
- k filmu Pražské Jezulátko byla vyrobena originální skleněná verze Pražského Jezulátka jako rekvizita, která se poté stala darem kardinála Dominika Duky pro papeže Benedikta XVI. za udělení hodnosti kardinála;
- DVD s filmem Pražské Jezulátko se stalo jedním z nejúspěšnějších titulů ČT, 2012;
- nominace na evropskou cenu Per Artem ad Deum za film Pražské Jezulátko, 2012 (2. místo za legendárním Ennio Moricone);
- maďarský premiér a jeho tým a velvyslanectví poslali tuto nótu ohledně filmu Svatý Vojtěch – zkrácená citace: „Děkujeme za Vaši práci, která spojuje lidi a národy ve Střední Evropě skrze trvalé křesťanské hodnoty“, 2014;
- španělská společenost Goya Producciones koupila filmy z dílny – Otakáro Maria Schmidt a Jana Kristina Studničková – pro šíření do celého světa, 2015;
- film Cyril a Metoděj byl vybrán na festivaly: European Television Festival of Religious, Holandsko. XI International Catholic Festival of Christian Documentaries and TV Programs MAGNIFICAT' 2015, Belarus, Minsk. 2017 – festival MFF „Bogorodičen pokrov“ – Skopje;
- Krameriova cena od Asociace nezávislých médií za televizní publicistiku, 2017;
- prezentace filmu Alenka v zemi zázraků: USA – Chicago, Ekvádor, Peru, Kolumbie, Itálie – Miláno, Německo (finále ve své kategorii 15. ročníku mezinárodního filmového festivalu CEVMA (Burbach).

### Reference

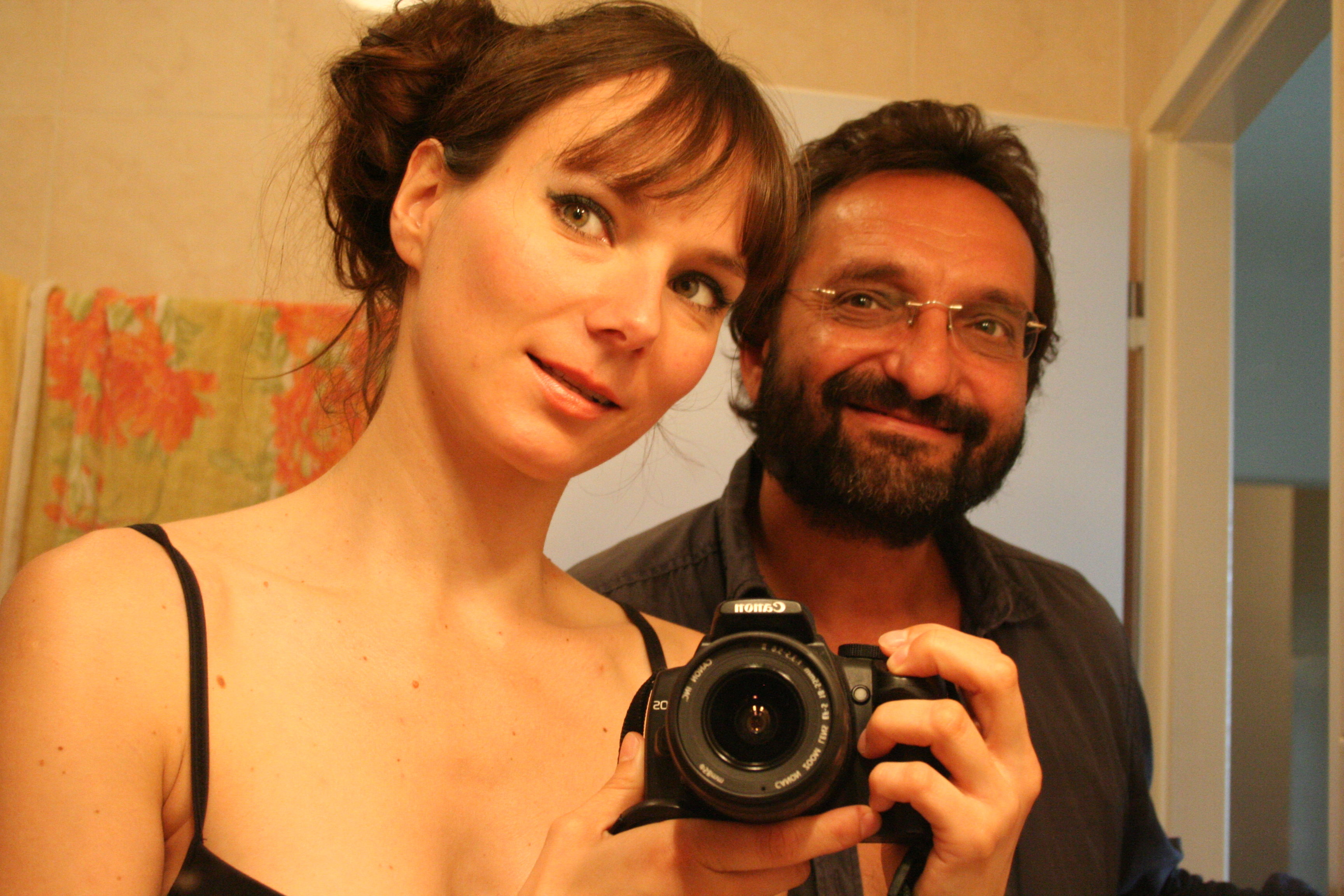